# Badalona Dracs 2020
Questa voce raccoglie le informazioni riguardanti i Badalona Dracs nelle competizioni ufficiali della stagione 2020.

## Maschile

### LNFA Serie A 2020

#### Stagione regolare
| 12 gennaio 2020, ore 12:30 1ª giornata | Badalona Dracs | 10 – 7 referto | Osos de Rivas |  |

| 1º febbraio 2020, ore 14:00 3ª giornata | L'Hospitalet Pioners | 21 – 40 referto | Badalona Dracs |  |

| 9 febbraio 2020, ore 11:30 4ª giornata | Badalona Dracs | 52 – 14 referto | Zaragoza Hurricanes |  |

| 23 febbraio 2020, ore 12:30 5ª giornata | Badalona Dracs | 55 – 21 referto | Gijón Mariners |  |

| 29 febbraio 2020, ore 16:00 6ª giornata | Osos de Rivas | 38 – 39 referto | Badalona Dracs |  |

| 22 marzo 2020, ore 12:30 8ª giornata | Badalona Dracs | - – - referto | L'Hospitalet Pioners |  |

| 5 aprile 2020, ore 12:00 9ª giornata | Zaragoza Hurricanes | - – - referto | Badalona Dracs |  |

| 18 aprile 2020, ore 16:00 10ª giornata | Gijón Mariners | - – - referto | Badalona Dracs |  |

### Statistiche di squadra
| Competizione           | %Vittorie | In casa | In casa | In casa | In casa | In casa | In casa | In trasferta | In trasferta | In trasferta | In trasferta | In trasferta | In trasferta | Totale | Totale | Totale | Totale | Totale | Totale |
| Competizione           | %Vittorie | G       | V       | N       | P       | Pf      | Ps      | G            | V            | N            | P            | Pf           | Ps           | G      | V      | N      | P      | Pf     | Ps     |
| ---------------------- | --------- | ------- | ------- | ------- | ------- | ------- | ------- | ------------ | ------------ | ------------ | ------------ | ------------ | ------------ | ------ | ------ | ------ | ------ | ------ | ------ |
| LNFA Stagione regolare | 1.000     | 3       | 3       | 0       | 0       | 117     | 42      | 2            | 2            | 0            | 0            | 79           | 59           | 5      | 5      | 0      | 0      | 196    | 101    |
| Totale                 | 1.000     | 3       | 3       | 0       | 0       | 117     | 42      | 2            | 2            | 0            | 0            | 79           | 59           | 5      | 5      | 0      | 0      | 196    | 101    |

## Femminile

### LNFA Femenina 7×7 2020

#### Stagione regolare
| 19 gennaio 2020, ore 12:00 1ª giornata | Badalona Dracs | 62 – 0 | Zaragoza Hornets |  |

| Tres Cantos 1º febbraio 2020, ore 12:00 2ª giornata | Tres Cantos Jabatos | 13 – 29 | Badalona Dracs |  |

| Badalona 16 febbraio 2020, ore 12:30 4ª giornata | Badalona Dracs | 0 – 40 | Valencia Firebats |  |

| 29 febbraio 2020, ore 16:00 5ª giornata | Badalona Dracs | 74 – 0 | Zaragoza Hornets |  |

### Statistiche di squadra
| Competizione             | %Vittorie | In casa | In casa | In casa | In casa | In casa | In casa | In trasferta | In trasferta | In trasferta | In trasferta | In trasferta | In trasferta | Totale | Totale | Totale | Totale | Totale | Totale |
| Competizione             | %Vittorie | G       | V       | N       | P       | Pf      | Ps      | G            | V            | N            | P            | Pf           | Ps           | G      | V      | N      | P      | Pf     | Ps     |
| ------------------------ | --------- | ------- | ------- | ------- | ------- | ------- | ------- | ------------ | ------------ | ------------ | ------------ | ------------ | ------------ | ------ | ------ | ------ | ------ | ------ | ------ |
| LNFAF7 Stagione regolare | .750      | 3       | 2       | 0       | 1       | 136     | 40      | 1            | 1            | 0            | 0            | 29           | 13           | 4      | 3      | 0      | 1      | 165    | 53     |
| Totale                   | .750      | 3       | 2       | 0       | 1       | 136     | 40      | 1            | 1            | 0            | 0            | 29           | 13           | 4      | 3      | 0      | 1      | 165    | 53     |